# Artolsheim
Artolsheim je francouzská obec v departementu Bas-Rhin v regionu Grand Est. Žije zde přibližně 1 000 obyvatel.

## Geografie
Obec leží na jihovýchodě departementu Bas-Rhin u hranice s Německem, kterou zde tvoří řeka Rýn.

### Sousední obce
| Růžice kompasu | Schwobsheim | Richtolsheim | Schœnau            | Růžice kompasu |
| Růžice kompasu | Bœsenbiesen | Sever        | Weisweil (Německo) | Růžice kompasu |
| Růžice kompasu | Bœsenbiesen | Artolsheim   | Weisweil (Německo) | Růžice kompasu |
| Růžice kompasu | Bœsenbiesen | Jih          | Weisweil (Německo) | Růžice kompasu |
| Růžice kompasu | Hessenheim  | Bootzheim    | Mackenheim         | Růžice kompasu |